# Чингизтау
Чингизта́у (каз. Шыңғыстау) — горный хребет в восточной части Казахского мелкосопочника. Находится в Абайской области Казахстана.
Протяжённость хребта составляет около 200 км. Высота на северо-западе достигает 1078 м (гора Косбастау), на юго-востоке — 1305 м (гора Кособа в хребте Акшатау). Горы сложены палеозойскими песчаниками, сланцами, известняками, порфиритами. В ландшафте господствуют горные степи; в долинах произрастают осиново-берёзовые леса, заросли ивняка. Со склонов хребта начинаются множество рек, например Баканас и др.